# Iacob

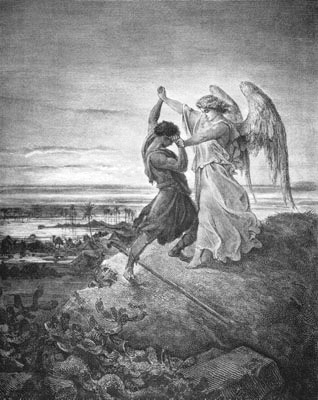
Iacob luptându-se cu îngerul de Gustave Doré, 1855

Iacob (în ebraică יַעֲקֹב, transliterat ja‘ǎqob) este un personaj din cartea Genezei, strămoșul comun al celor 12 triburi ale poporului Israel. Numele îi este schimbat în Gen. 32.28 în Israel, adică „cel care s-a luptat cu El”. Potrivit Genezei, a fost cel de-al doilea fiu al lui Isac și al Rebecăi, soțul Leei și Rahelei. Fiul său preferat a fost Iosif, pe care frații săi l-au vândut unor beduini. 
Cei doisprezece fii ai lui Iacob (Ruben, Simeon, Levi, Iuda, Isahar, Zabulon, Iosif, Beniamin, Dan, Neftali, Gad și Așer) vor deveni strămoșii celor douăsprezece triburi ale israeliților.
Iacob este unul din cei trei mari strămoși ai Israelului, împreună cu tatăl său Isaac și bunicul său Avraam. Povestea lui Iacob se regăsește în Vechiul Testament în Geneza 27:35. Încă de la început, povestea vieții lui Iacob este încărcată cu simboluri. Un prim simbol este reprezentat de etimologia numelui Iacob. 
În Vechiul Testament, potrivit unei etimologii populare, numele de Iacob este pus în legătură cu cuvântul „călcâi”, întrucât la naștere, acesta se ținea cu mâna de călcâiul fratelui său geamăn, Esau: „După aceea a ieșit fratele acestuia, ținându-se cu mâna de călcâiul lui Esau. Și i s-a pus numele Iacob” (Geneza 25:26).
Pe parcursul celor 9 capitole din Geneză, viața lui Iacob este ilustrată cronologic, în detaliu, punându-se accentul pe nașterea celor doisprezece copii ai săi, aceștia urmând să reprezinte cele douăsprezece triburi ale lui Israel.

## Teme centrale în Vechiul Testament

### Relațiile fraterne
Încă din fragedă pruncie, cei doi fii ai lui Isaac și ai Rebecăi sunt portretizați în antiteză. Rivalitatea dintre frați este prezentată simbolic chiar în episodul nașterii, când Iacob se agață de călcâiul fratelui său mai mare, prefigurând, parcă, fapta sa mai târzie de a-i fura dreptul de întâi născut.
Totodată, Iacob este prezentat ca fiul preferat al Rebecăi: „Isaac iubea pe Esau (...), iar Rebeca iubea pe Iacob” (Geneza 25: 28).

### Binecuvântarea paternă
Capitoul 27, „Isaac binecuvântează pe Iacob”, ilustrează episodul în care, prin șiretenia sa și a mamei sale, Iacob își apropriază dreptul de prim–născut al lui Esau la binecuvântării părintești.
Gândurile de răzbunare ale fratelui său Esau, l-au determinat însă pe Iacob să fugă în Mesopotamia și să se refugieze acolo la un unchi matern pe nume Laban („Albu”).

### Simbolul scării
În timpul călătoriei sale înspre Mesopotamia, pe când înnoptează într-un loc, Iacob are un vis simbolic, în care este înfățișată  Scara lui Iacob, o scară între pământ și cer: „Și a visat că era o scară, sprijinită pe pământ, iar cu vârful atingea cerul; iar îngerii lui Dumnezeu se suiau și se pogorau pe ea” (Geneza 28: 12). 
Visul este primul loc în care Dumnezeu i se arată lui Iacob, asigurându-l de roadele seminției sale.

### Căsătoria și copiii lui Iacob
Viața lui Iacob alături de cele două surori, Lea și Rahela este ilustrată în detaliu în capitolele 29 și 30, punându-se accentul pe apariția copiii care au urmat relațiilor lui Iacob cu cele două surori și slujitoarele acestora.
Cei doisprezece fii ai lui Iacob sunt amintiți în capitolul 35, după cum urmează: 
35: 23. Fiii lui Lea: Ruben, Simeon, Levi, Iuda, Isahar și Zabulon.
35: 24. Fiii Rahelei: Iosif și Beniamin.
35: 25. Fiii slujnicei Rahelei, Bilha: Dan și Neftali.
35:26. Și fiii Zilpei, roaba lui Lea: Gad și Așer.
Aceștia sunt fiii lui Iacob, care i s-au născut în Mesopotamia.
Nașterea celor doisprezece copiii reprezintă un simbol important, deoarece aceștia vor da naștere celor douăsprezece triburi ale Israelului.

### Lupta lui Iacob cu îngerul
Capitolul 32, „Rugăciunea lui Iacob”, prezintă episodul central din saga lui Iacob, și anume momentul în care acesta intră în contact direct cu Dumnezeu, care îi dă binecuvântarea sa.
Scena binecuvântării este precedată de lupta lui Iacob cu îngerul, luptă în care Iacob iese biruitor. În urma biruinței sale, Iacob primește poruncă de la Dumnezeu să își schimbe numele în Israel, „cel care se luptă cu Dumnezeu”.

### Regăsirea fratelui, întoarcerea în patrie
O altă temă este cea a regăsirii împăcării între frați. Uitând gândurile sale de răzbunare, Esau îl primește pe fratele său cu brațele deschise. Reîntors pe tărâmul natal, Iacob, acum Israel, va întemeia neamul care îi poartă numele.

## Imaginea lui Iacob în Coran
În Coran, numele lui Iacob (Ya'qūb în pronunție arabă) are o ocurență mare, fiind menționat în nu mai puțin de zece sure: Sura Vaca, Sura Neamul lui Imran, Sura Femeile, Sura Vitele, Sura Hud, Sura Iosif, Sura Maria, Sura Profeții, Sura păianjenul, Sura Sad.
În Coran, Iacob este amintit numai cu numele de Iacob, iar episodul luptei cu îngerul nu este menționat.
Spre deosebire de Vechiul testament, unde sunt portretizate mai multe aspecte ale vieții lui Iacob, în Coran se pune accentul mai mult pe calitatea lui Iacob de patriarh și întemeietor al neamului Israelului.
Încă din sura 2, Vaca, Iacob este pus în rândul întemeietorilor neamului: ”Credem în Dumnezeu și în ceea ce ne-a fost pogorât nouă, în ceea ce a fost pogorât lui Abraham, lui Ismail, lui Isaac, lui Iacob, triburilor, în ceea ce i s-a dat lui Moise, lui Iisus, în ceea ce li s-a dat profeților de la Domnul lor și nu facem nicio deosebire între ei, căci noi Lui îi suntem supuși.” (2: 136)
Un astfel de portret al lui Iacob se regăsește și în surele Femeile, Vitele și Hud, unde Iacob este menționat alături de nume ca Iov, Solomon, David, Noe, Abraham și Ismail.
Sura 12, Iosif, dedicată, după cum sugerează și denumirea, poveștii vieții lui Iosif, îl portretizează pe Iacob în ipostază paternă, pentru fiul său și al Rahelei.
Iosif este prezentat ca fiind un fiu iubit tatălui său, iar acesta din urmă ca fiind protectorul și călăuzitorul său.
În sura 19, Maria, se vorbește deja explicit despre neamul lui Iacob: ”El mă va moșteni pe mine și va moșteni neamul lui Iacob” (19: 6).
Sura 21, Profeții, îi plasează pe Isaac și pe Iacob printre ”cei drepți” – ”Noi i l-am dăruit, prinos al credinței, pe Isaac și Iacob și pe amândoi i-am rânduit între cei drepți”. (21:72)
Iar sura 38, Sad, evocă amintirea patriarhilor neamului Israeluilui – ”Amintește-ți de Abraham, Isaac și Iacob, robii Noștri dăruiți cu îndemânare și prevedere”. (38: 45)

## Conform istoricilor moderni
„Opinia majoritară a cercetătorilor critici ai Bibliei acceptă faptul că de la Geneză până la Iosua (eventual și în Judecători) ea este lipsită în mod substanțial de istorie de încredere și că grosul literaturii Bibliei ebraice a fost compusă sau și-a dobândit forma canonică în perioada persană.”—Philip Davies, Minimalism, "Ancient Israel," and Anti-Semitism
În această privință Lester L. Grabbe afirmă că pe vremea când studia pentru doctorat (cu mai bine de trei decenii în urma anului 2007), „istoricitatea substanțială” a povestirilor Bibliei despre patriarhi și despre cucerirea Canaanului era acceptată pe larg, dar în zilele noastre cu greu se mai poate găsi un istoric care să mai creadă în ea.
Arheologii și istoricii Bibliei au pierdut orice speranță de a dovedi că patriarhii Genezei ar fi fost persoane istorice reale.